# Asesinato de Carol Cole
Carol Ann Cole (Kalamazoo, Míchigan; 5 de noviembre de 1963 - fallecida en diciembre de 1980), conocida antes de su identificación final como Bossier Doe y registrada en los archivos como caso sin resolver nº. 81-018329, fue una joven estadounidense de 17 años víctima de homicidio cuyo cadáver fue descubierto a principios de 1981 en la Parroquia de Bossier, en Luisiana. Su identificación no fue posible hasta 2015, cuando las pruebas de ADN confirmaron su identidad. Cole, que era natural del estado de Míchigan, había desaparecido en San Antonio (Texas) en 1980. Su asesinato sigue sin resolverse, aunque la investigación continúa.

## Circunstancias del caso
Carol Cole y su hermana Linda "Jeanie" Phelps vivieron en Kalamazoo, localidad del estado de Míchigan, principalmente al cuidado de su abuela tras el divorcio de sus padres. Más adelante, Cole decidió abandonar el hogar para acompañar a su madre, Sue, a San Antonio (Texas) en 1979, cuando tenía quince años, pero continuó manteniendo contacto con su hermana por teléfono. De mayo a octubre de 1980, Cole estuvo en un hogar para chicas dirigido por el Palmer Drug Abuse Program, también llamado PDAP, en la calle 23 Oeste de Austin (Texas).
Continuó llamando y enviando cartas a su familia, lo que finalmente cesó a finales de diciembre de 1980. Su abuela de Kalamazoo localizó un domicilio en Shreveport (Luisiana) en el que Cole se había alojado después de abandonar el PDAP. Su abuela llamó al hogar, donde le informaron de que Cole había salido para asistir a una fiesta, pero que nunca había regresado. Linda Phelps y su amiga Patty Thorington siguieron buscándola, sin éxito; Cole había sido excluida anteriormente como posible identidad de la víctima por un médico forense por razones desconocidas.
Algunas fuentes afirman que Cole podría haber pasado algún tiempo en una institución religiosa conocida como New Bethany School for Girls, situada en Arcadia (Luisiana). Su hermana señaló que una imagen tomada en torno a la fecha de la desaparición de Cole en la escuela mostraba a un grupo de chicas sentadas en bancos, una de las cuales guardaba un gran parecido con su hermana.
Los investigadores siguieron estas pistas. Una mujer afirmó haber pasado tiempo con una chica que se parecía a Cole, pero fue incapaz de recordar su nombre. Algunos también creyeron que la explicación de los nombres escritos en los zapatos de la víctima, así como el estilo de la ropa, pudieron haberse debido a un código de vestimenta establecido por la New Bethany School for Girls.

## Descubrimiento del cadáver
El 28 de enero de 1981, el cuerpo de una víctima femenina, que se creía tenía entre 15 y 21 años, fue encontrado oculto por unos árboles en Bellevue, una zona dentro de la Parroquia de Bossier, en Luisiana. La víctima vestía pantalones vaqueros, una camisa blanca de manga larga con rayas rosas, amarillas y azules, un jersey beige con capucha, zapatos con los nombres "Michael Brisco", "David", "Resha" y "D.Davies", calcetines blancos con rayas azules y amarillas, calzoncillos bóxer y sujetador blancos y un cinturón de cuero con una hebilla en la que se leía "Buffalo Nickel", con un dibujo de un búfalo. Ninguno de los nombres que figuraban en la ropa ofrecía pistas significativas, aunque se especuló con la posibilidad de que pertenecieran a compañeros de la desconocida. La víctima también se había pintado las uñas antes de morir. Más tarde se determinó que los zapatos eran de la talla siete (el equivalente a una talla 39 en Europa). Se cree que un cuchillo encontrado en el suelo cerca de sus restos fue el arma del crimen, ya que la víctima había sido apuñalada nueve veces. La mayoría de las pruebas recuperadas en la escena del crimen fueron destruidas a consecuencia de un incendio que afectó a las instalaciones donde se almacenaban, en 2005.

## Examen y comienzo de la investigación
Se cree que la víctima era blanca, con posible ascendencia nativa americana, y que fue asesinada por un traumatismo con objeto contundente aproximadamente entre cuatro y siete semanas antes de que se descubriera su cadáver. Los restos se encontraban en un estado de descomposición irreconocible. Medía entre 1,65 m y 1,68 m y pesaba entre 57 y 64 kilos, lo que la situaba en una complexión media. El color del pelo de la víctima se determinó que era "rubio, liso y hasta los hombros" y se desconoce el color de sus ojos debido al estado de su cuerpo.
La víctima se sometió a ortodoncia en algún momento de su vida, y es posible que se quitara los brackets de los dientes ella misma o alguien no afiliado a una empresa de ortodoncia. Más tarde se confirmó que Cole se había arrancado el aparato de los dientes ella misma antes de su desaparición. Los investigadores tuvieron dificultades para establecer la identidad de la víctima, ya que no había medios que lo facilitaran en la escena y tampoco había testigos conocidos.
El asesino convicto Henry Lee Lucas llegó a confesar el asesinato. Más adelante, se demostró que esto era imposible, ya que se confirmó que Lucas estaba en Florida cuando Cole fue asesinada, y desde entonces mantuvo un patrón establecido de confesiones falsas. Debido a la descomposición del cuerpo, la apariencia facial de la víctima fue reconstruida, al principio con un modelo tridimensional de arcilla, y más tarde con un método digital por el Laboratorio FACES de la Universidad Estatal de Luisiana. Una vez que fue tecnológicamente posible, se extrajo ADN de los dientes de la víctima, que se utilizaría para compararlo con el de personas desaparecidas.

## Identificación y desarrollo posterior
La hermana de Cole, Jeanie Phelps, presentó una denuncia por desaparición, aunque sospechaba que se trataba de un delito, tras no poder localizarla, y la denuncia también se introdujo en el Sistema Nacional de Personas Desaparecidas y No Identificadas (NAMUS). Ella y una amiga de la infancia de Cole también habían utilizado Facebook y Craigslist para tratar de recabar información sobre el caso. La abuela que estaba decidida a encontrar a Cole había fallecido, pero Phelps seguía muy interesada en encontrar a su hermana.
Mientras tanto, el 6 de febrero de 2015, el departamento del sheriff local de Bossier Parish creó una página de Facebook para tratar de identificar a la joven, que pasó a ser conocida como "Bossier Doe". Pocos días después de la creación del perfil de Facebook, más de quinientas personas se habían hecho "amigas" de la cuenta de "Bossier Doe". El número aumentó a más de mil en menos de una semana.
El 6 de febrero, una operadora del 911 llamada Linda Erickson vio la página de Facebook con la imagen de Bossier Doe y avisó a los detectives cuando se encontró con un anuncio de Craigslist con una foto de Carol Ann. Era un anuncio de Craigslist que Patty Thorington, amiga de la hermana de Carol, había publicado para tratar de encontrar cualquier información sobre el paradero de la joven desaparecida. El 13 de febrero, según Thorington, alguien de la oficina del sheriff le envió un correo electrónico en relación con el caso de la desconocida de Bossier.
Se realizaron pruebas de ADN después de que los agentes recurrieran a la familia de Cole, comparando el perfil de la víctima con el de sus padres. Una vez concluidas las pruebas, se anunció que Cole y "Bossier Doe" eran efectivamente la misma persona. Tras este anuncio, se creó una cuenta de GoFundMe para sufragar los gastos de un nuevo entierro y una lápida para la víctima, ya que la familia estaba luchando para pagar los medios para transportar el cuerpo de Cole y para una lápida. Cole fue enterrada más tarde en el cementerio de Maple Grove en su natal Kalamazoo, el 18 de junio de 2015, después de un servicio funerario.
Desde la identificación de Cole, la investigación se dirige ahora a localizar al responsable de su muerte. Frances Aucoin, cuyo padre, John Chesson, descubrió los restos de Cole junto a su hermano, dijo a los agentes que sospechaba que él era el responsable. La policía confirmó que Chesson está considerado una persona de interés en el caso, sobre todo por su condena por el asesinato de su suegra, la madre de su esposa, de la que estaba separado, pero aún no se le considera el principal sospechoso. Aucoin cree que Chesson decidió salir de caza por primera vez con sus hijos para demostrar su inocencia al "encontrar" el cadáver de la víctima e informar a la policía. Además, describe a su padre como un maltratador y cree que la joven que había llevado a su casa era Cole, a quien había recogido como autoestopista. El hermano de Aucoin, testigo en el hallazgo del cadáver, se suicidó en 2008. Chesson está actualmente encarcelado de por vida por el asesinato de la madre de su mujer, de la que estaba separado, ocurrido en 1997.